# Basville
Basville là một xã thuộc tỉnh Creuse trong vùng Nouvelle-Aquitaine miền trung nước Pháp. Xã này nằm ở khu vực có độ cao trung bình 692 mét trên mực nước biển.

## Địa lý
Thị trấn nằm ở ranh giới với tỉnh Allier, cự ly khoảng 12 dặm (19 km) về phía đông nam của Aubusson tại giao lộ các tuyến đường D10 và tuyến đường D16.
Sông Tardes bắt nguồn tại thị trấn, chảy theo hướng tây qua thị trấn.
Sông Chavanon (tên địa phương làla Ramade) tạo thành một phần ranh giới phía nam thị trấn.

## Dân số
| 1962                                                        | 1968 | 1975 | 1982 | 1990 | 1999 | 2008 |
| ----------------------------------------------------------- | ---- | ---- | ---- | ---- | ---- | ---- |
| 289                                                         | 225  | 300  | 274  | 224  | 195  | 184  |
| Số liệu điều tra dân số từ năm 1962 Dân số chỉ tính một lần |      |      |      |      |      |      |

## Địa điểm nổi bật
- Nhà thờ Notre-Dame, từ thế kỷ 12.
- Lâu đài Layris.
- Nhà thờ thế kỷ 13 tại Saint-Alvard.